# Lenax mirandus
Lenax mirandus is een keversoort uit de familie kerkhofkevers (Monotomidae). De wetenschappelijke naam van de soort werd in 1877 gepubliceerd door David Sharp.